# Toxoniella taitensis
Toxoniella taitensis is een spinnensoort uit de familie Gallieniellidae. De soort komt voor in Kenia.